# Hamstring

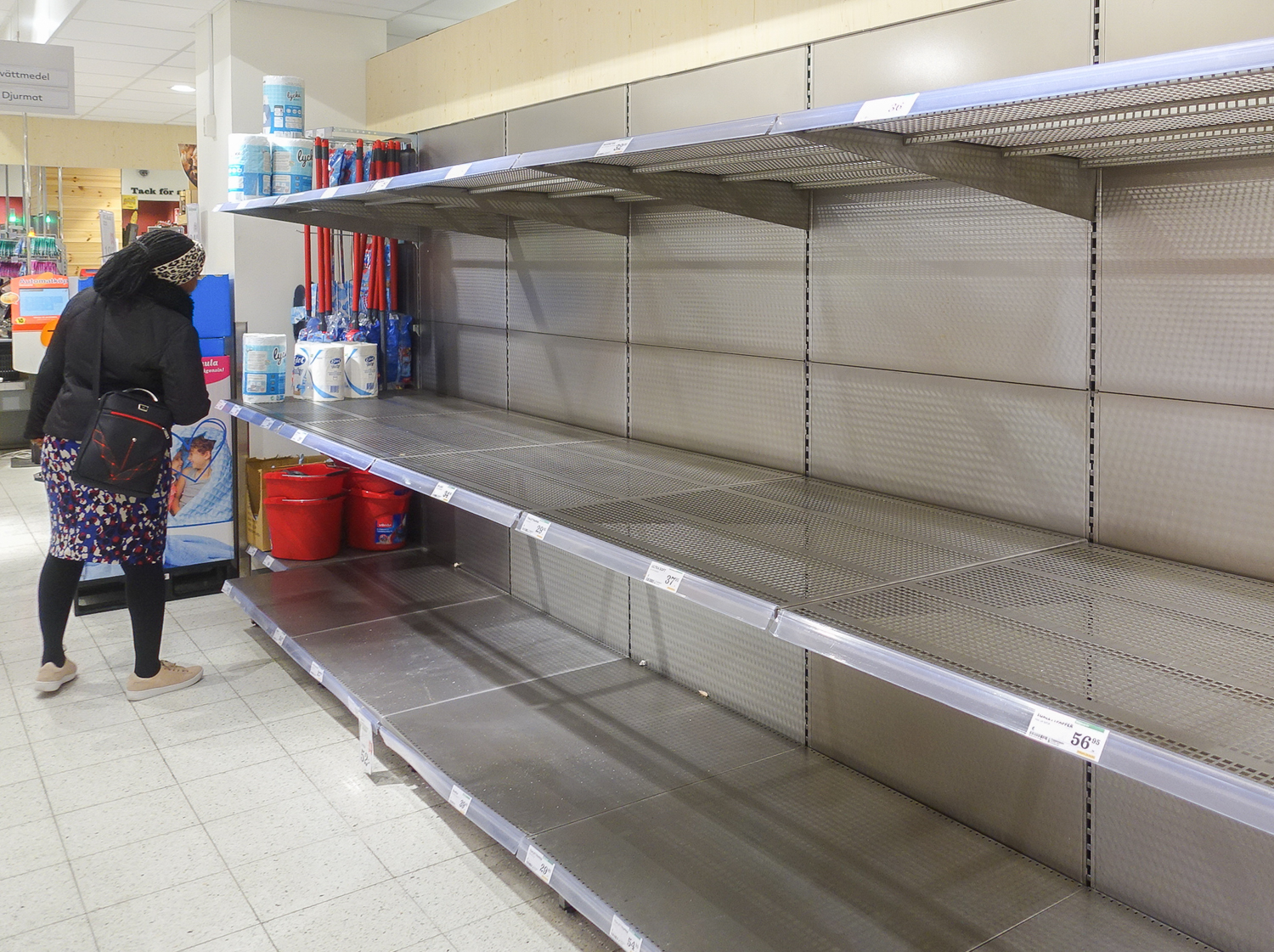
Tomma varuhyllor är ofta ett resultat när konsumenter hamstrat varor.

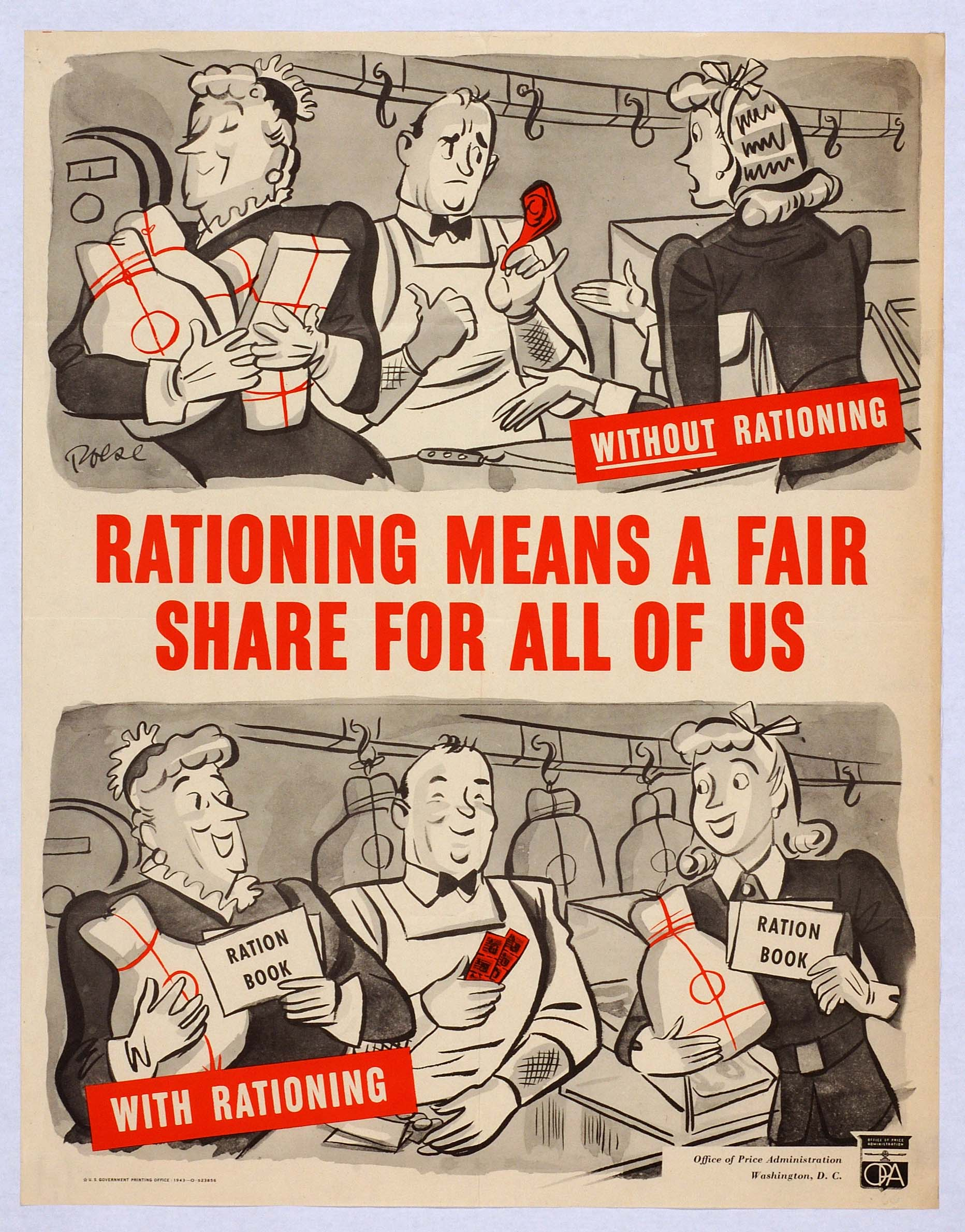
Amerikansk propagandaaffisch från andra världskriget för att inte hamstra. ("Ransonering innebär en rättvis fördelning till oss alla.")

Hamstring är införskaffande av varor som det väntas bli brist på och som läggs på lager för att användas vid senare tillfälle. Att hamstra görs ofta utan hänsyn till bestämmelser eller till det allmänna bästa. Begreppet 'att hamstra' myntades under första världskriget och syftar på den för hamstern karakteristiska vanan att samla stora förråd av föda.
För att motverka hamstring och slutförsäljning och få en rättvis fördelning av mat och andra förnödenheter, exempelvis i krigstider, införs ransonering
En ungefärlig synonym till hamstra är 'bunkra', som betyder att förnya drivmedelsförrådet för fartyg.